# Дипломатически мисии на Аржентина
Това е списък на дипломатическите мисии на Аржентина по целия свят, като единствено не са посочени почетните консулства.

## Европа
- Австрия
  - Виена (посолство)
- Белгия
  - Брюксел (посолство)
- България
  - София (посолство)
- Ватикан
  - Ватикана (посолство)
- Великобритания
  - Лондон (посолство)
- Германия
  - Берлин (посолство)
  - Франкфурт (генерално консулство)
  - Хамбург (генерално консулство)
- Гърция
  - Атина (посолство)
- Дания
  - Копенхаген (посолство)
- Ирландия
  - Дъблин (посолство)
- Италия
  - Рим (посолство)
  - Милано (генерално консулство)
- Испания
  - Мадрид (посолство)
  - Барселона (генерално консулство)
  - Виго (генерално консулство)
  - Кадис (консулство)
  - Санта Крус де Тенерифе (консулство)
- Нидерландия
  - Хага (посолство)
- Норвегия
  - Осло (посолство)
- Полша
  - Варшава (посолство)
- Португалия
  - Лисабон (посолство)
- Румъния
  - Букурещ (посолство)
- Русия
  - Москва (посолство)
- Сърбия
  - Белград (посолство)
- Украйна
  - Киев (посолство)
- Унгария
  - Будапеща (посолство)
- Финландия
  - Хелзинки (посолство)
- Франция
  - Париж (посолство)
- Чехия
  - Прага (посолство)
- Швейцария
  - Берн (посолство)
- Швеция
  - Стокхолм (посолство)

## Северна Америка
- Гватемала
  - Гватемала (посолство)
- Доминиканска република
  - Санто Доминго (посолство)
- Салвадор
  - Сан Салвадор (посолство)
- Канада
  - Отава (посолство)
  - Монреал (генерално консулство)
  - Торонто (генерално консулство)
- Коста Рика
  - Сан Хосе (посолство)
- Куба
  - Хавана (посолство)
- Мексико
  - Мексико (посолство)
- Никарагуа
  - Манагуа (посолство)
- Панама
  - Панама (посолство)
- САЩ
  - Вашингтон (посолство)
  - Атланта (генерално консулство)
  - Лос Анджелис (генерално консулство)
  - Маями (генерално консулство)
  - Ню Йорк (генерално консулство)
  - Хюстън (генерално консулство)
  - Чикаго (генерално консулство)
- Тринидад и Тобаго
  - Порт ъф Спейн (посолство)
- Хаити
  - Порт о Пренс (посолство)
- Хондурас
  - Тегусигалпа (посолство)
- Ямайка
  - Кингстън (посолство)

## Южна Америка
- Боливия
  - Ла Пас (посолство)
  - Санта Крус де ла Сиера (генерално консулство)
  - Тариха (генерално консулство)
  - Кочабамба (консулство)
  - Вилязон (консулство)
  - Якуиба (консулство)
- Бразилия
  - Бразилия (посолство)
  - Порто Алегре (генерално консулство)
  - Рио де Жанейро (генерално консулство)
  - Сао Паоло (генерално консулство)
  - Белу Оризонти (консулство)
  - Куритиба (консулство)
  - Ресифи (консулство)
  - Салвадор (консулство)
  - Уругуаяна (консулство)
  - Флорианополис (консулство)
  - Фос ду Игуасу (консулство)
- Венецуела
  - Каракас (посолство)
- Гвиана
  - Джорджтаун (посолство)
- Еквадор
  - Кито (посолство)
- Колумбия
  - Богота (посолство)
- Парагвай
  - Асунсион (посолство)
  - Енкарнасион (генерално консулство)
  - Сиудад дел Есте (генерално консулство)
- Перу
  - Лима (посолство)
- Уругвай
  - Монтевидео (посолство)
  - Колония дел Сакраменто (генерално консулство)
  - Пайсанду (консулство)
  - Пунта дел Есте (консулство)
  - Салто (консулство)
  - Фрай Бентос (консулство)
- Чили
  - Сантяго (посолство)
  - Валпараисо (генерално консулство)
  - Пунта Аренас (генерално консулство)
  - Антофагаста (консулство)
  - Консепсион (консулство)
  - Пуерто Монт (консулство)

## Африка
- Алжир
  - Алжир (посолство)
- Ангола
  - Луанда (посолство)
- Египет
  - Кайро (посолство)
- Кения
  - Найроби (посолство)
- Либия
  - Триполи (посолство)
- Мароко
  - Рабат (посолство)
- Нигерия
  - Абуджа (посолство)
- Тунис
  - Тунис (посолство)
- ЮАР
  - Претория (посолство)

## Азия
- Армения
  - Ереван (посолство)
- Виетнам
  - Ханой (посолство)
- Израел
  - Тел Авив (посолство)
- Индия
  - Ню Делхи (посолство)
  - Мумбай (генерално консулство)
- Индонезия
  - Джакарта (посолство)
- Иран
  - Техеран (посолство)
- Китай
  - Пекин (посолство)
  - Хонконг (генерално консулство)
  - Шанхай (генерално консулство)
- Кувейт
  - Кувейт (посолство)
- Ливан
  - Бейрут (посолство)
- Малайзия
  - Куала Лумпур (посолство)
- Обединени арабски емирства
  - Абу Даби (посолство)
- Пакистан
  - Исламабад (посолство)
- Палестинска автономия
  - Рамала (Representative Office)
- Саудитска Арабия
  - Рияд (посолство)
- Сирия
  - Дамаск (посолство)
- Тайван
  - Тайпе (Търговски и културен офис)
- Тайланд
  - Банкок (посолство)
- Турция
  - Анкара (посолство)
- Филипини
  - Манила (посолство)
- Южна Корея
  - Сеул (посолство)
- Япония
  - Токио (посолство)

## Окения
- Австралия
  - Канбера (посолство)
  - Сидни (генерално консулство)
- Нова Зеландия
  - Уелингтън (посолство)

## Междудържавни организации
- - Брюксел - ЕС
  - Вашингтон - Организация на американските държави
  - Виена - ООН
  - Женева - ООН и други организации
  - Монтевидео - АЛАДИ и Меркосур
  - Найроби - ООН и други организации
  - Ню Йорк - ООН
  - Париж - ЮНЕСКО
  - Рим - Организация по прехрана и земеделие